# Зиминский уезд
Зиминский уезд (до 1922 — Черемховский уезд) — административно-территориальная единица в составе Иркутской губернии, существовавшая в 1916—1926 годах. Центр — Черемхово (с 1922 — Зима).
Черемховский уезд Иркутской губернии был образован в 1916 году путём выделения из Балаганского уезда. В его состав вошли Табукская, Верхнебулайская, Гымыльская и Бажейская волости.
27 июля 1922 года центр уезда был перенесён на станцию Зима, а сам уезд переименован в Зиминский уезд.
В начале 1920-х годов уезд включал следующие волости: Алятская, Бажеевская, Балаганская, Бельская, Буретская, Верхне-Булайская, Волынская, Георгиевская, Головинская, Голуметская, Гымыльская, Заларинская, Зиминская, Индинская, Кимильтейская, Кутуликская, Макарьевская, Олонская, Табукская, Тыргетуйская, Уянская, Холмогойская, Черемховская.
В 1922 году из Балаганского уезда в Черемховский были переданы Ашехабадская, Глинкинская, Дмитриевская, Иконниковская, Масялногорская, Ново-Павловская, Тагнинская, Тыретская и Хор-Тагнинская волости.
В начале 1923 года были упразднены Ашехабадская, Бажеевская, Верхне-Булайская, Глинкинская, Головинская, Гымыльская и Иконниковская волости. Буретская и Олонская волости были переданы в Иркутский уезд. В декабре 1923 года Алятская волость была передана в Аларский аймак Бурят-Монгольской АССР.
В начале 1924 года из упразднённого Балаганского уезда в Зиминский были переданы Коноваловская, Малышевская, Ново-Удинская, Усть-Удинская и Яндинская волости. В том же году из Зиминского уезда в Иркутский были переданы Балаганская, Голуметская, Табукская, Усть-Удинская и Черемховская волости.
6 сентября 1924 года Зиминский уезд был разделён на 6 укрупнённых волостей (районов): Балаганский, Заларинский, Зиминский, Кимельтейский, Тагнинский и Усть-Удинский.
28 июня 1926 года Зиминский уезд был упразднён, а его территория разделена между Иркутским и Тулунским округами Сибирского края.